# Przejście graniczne Jurgów-Podspády
Przejście graniczne Jurgów-Podspády – polsko-słowackie przejście graniczne małego ruchu granicznego i drogowe, położone w województwie małopolskim, w powiecie tatrzańskim, w gminie Bukowina Tatrzańska, w miejscowości Jurgów, zlikwidowane w 2007.

## Opis
Drogowe przejście graniczne Jurgów-Podspády z miejscem odprawy granicznej po stronie słowackiej w miejscowości Podspády, zostało uruchomione 6 stycznia 2006. Czynne było przez całą dobę. Dopuszczony był ruch osobowy i towarowy o dopuszczalnej masie całkowitej do 7,5 tony. Kontrolę graniczną osób, towarów oraz środków transportu wykonywała Placówka Straży Granicznej na Łysej Polanie. 
6 grudnia 1996 zostało utworzone przejście graniczne małego ruchu granicznego Jurgów-Podspády. Dopuszczone było przekraczanie granicy dla obywateli Polski i Słowacji zamieszkałych w strefie nadgranicznej lub czasowo zameldowanych w tej strefie, dla osób prowadzących gospodarstwa w pasie małego ruchu granicznego i jedynie w pobliżu tych gospodarstw oraz mechanicznych i niemechanicznych środków transportowych do użytku osobistego pod warunkiem ponownego ich wwozu. Doraźnie kontrolę graniczną osób, towarów oraz środków transportu wykonywała Strażnica Straży Granicznej w Jurgowie. Do przejścia granicznego po stronie polskiej prowadziła droga krajowa nr 49.
21 grudnia 2007 na mocy układu z Schengen przejścia graniczne zostały zlikwidowane.

### Przejścia graniczne z Czechosłowacją
W okresie istnienia Czechosłowackiej Republiki Socjalistycznej funkcjonowało w tym miejscu polsko-czechosłowackie przejście graniczne małego ruchu granicznego Jurgów-Podspády – I kategorii. Zostało utworzone 13 kwietnia 1960. Czynne było w godz. 6.00–19.00 w okresie letnim (maj–październik) i w godz. 8.00–18.00 w okresie zimowym (listopad–kwiecień). Dopuszczony był ruch osób i środków transportu na podstawie przepustek z wszelkich względów przewidzianych w Konwencji. Kontrola celna wykonywana była przez organy celne. Kontrolę graniczną osób, towarów oraz środków transportu wykonywała Strażnica WOP Jurgów.
W II RP istniało polsko-czechosłowackie przejście graniczne Jurgów-Podspády (miejsce przejściowe po drogach ulicznych), na drodze celnej Jurgów (polski urząd celny Jurgów) – Podspády (czechosłowacki urząd celny Podspády). Dopuszczony był mały ruch graniczny. Przekraczanie granicy odbywało się na podstawie przepustek: jednorazowych, stałych i gospodarczych.

## Galeria

Przejście graniczne Jurgów-Podspády
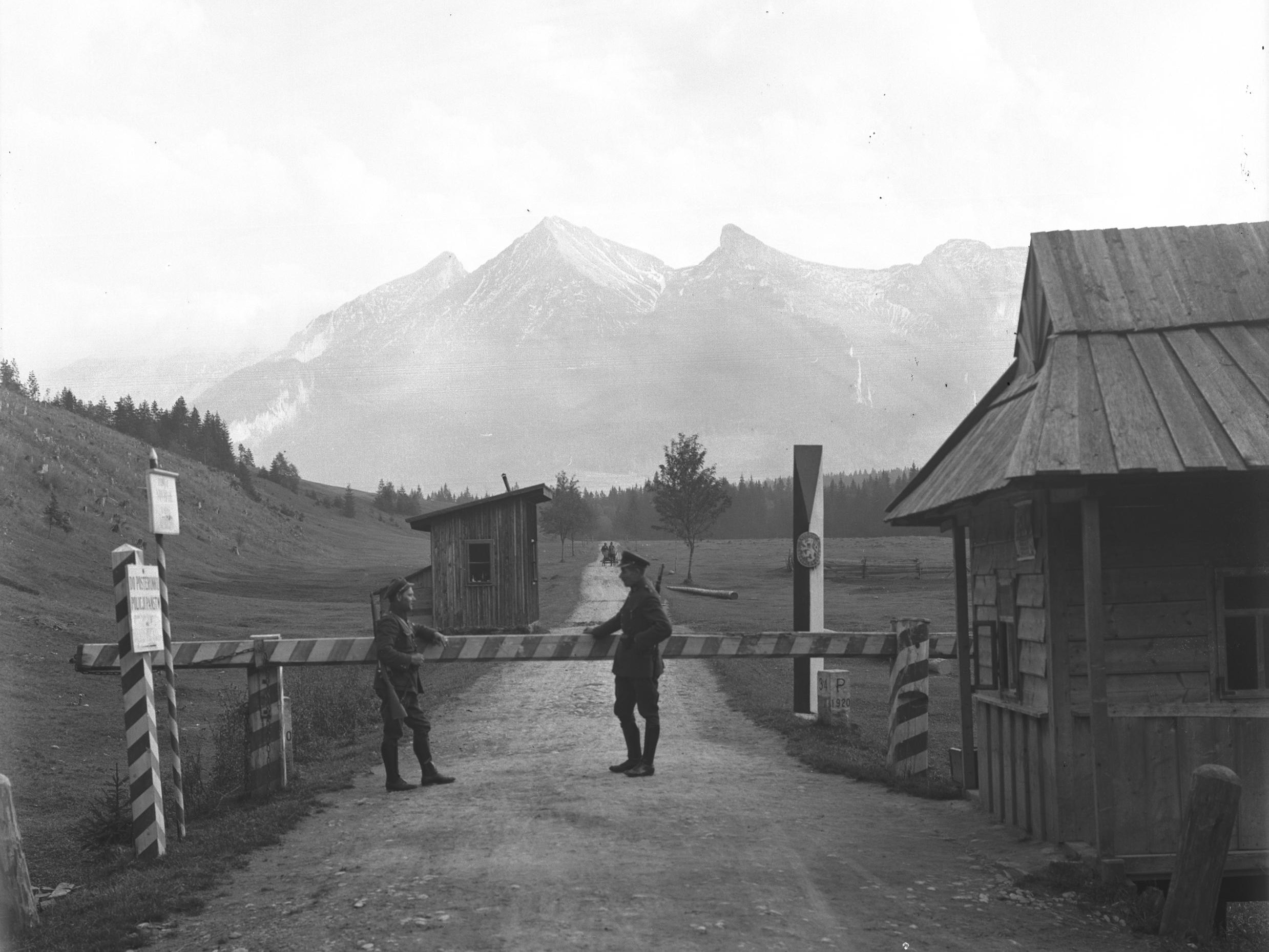
Posterunek Straży Granicznej na granicy z Czechosłowacją (1929)
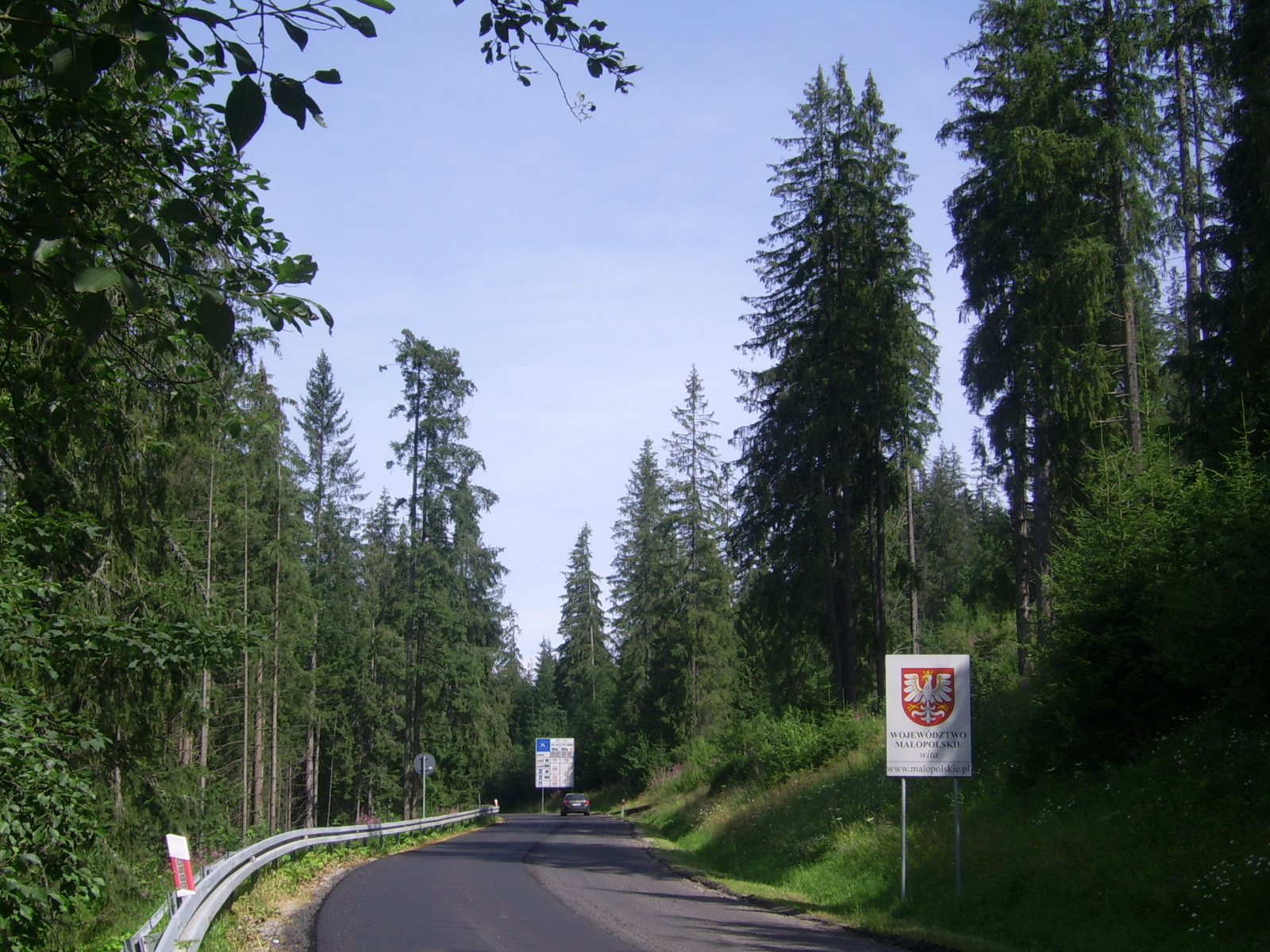
Droga po stronie polskiej, bezpośrednio za przejściem granicznym (lipiec 2009)
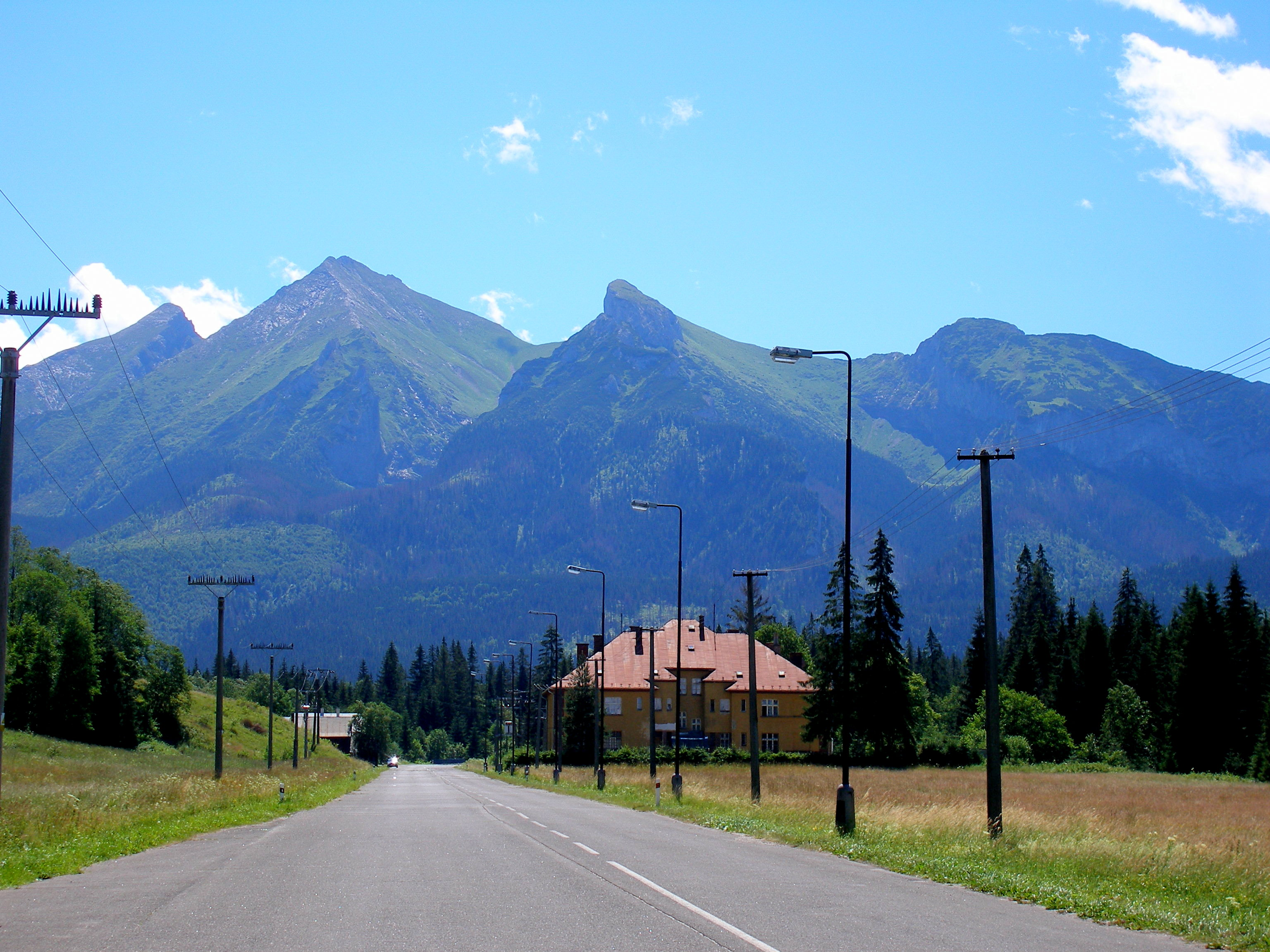
Droga po stronie słowackiej, bezpośrednio za przejściem granicznym (wrzesień 2009)